# Limnophora perfidodes
Limnophora perfidodes är en tvåvingeart som beskrevs av Fritz Isidore van Emden 1951. Limnophora perfidodes ingår i släktet Limnophora och familjen husflugor. Inga underarter finns listade i Catalogue of Life.